# Tramvia de Vitòria

Trajecte del tramvia

El Tramvia de Vitòria és explotat per Euskotren Tranbia, i va entrar en servei el 23 de desembre de 2008 a les 12.00 h. Les obres van començar el 12 de setembre de 2006, i connecta els barris més allunyats de Vitòria amb el centre, per mitjà d'una línia de tramvia —amb dos brancs— que permet a tots els seus usuaris arribar als barris d'Ibaiondo, Lakua i Abetxuku en 15 minuts —des del centre de la ciutat. Les primeres proves van començar el 6 d'octubre de 2008, en el branc d'Ibaiondo. El branc Abetxuku va ser inaugurat al juliol de 2009 amb l'ampliació al setembre de 2012.
El projecte inicial data de 1995, any en el qual el Govern Basc va oferir a l'executiu municipal un projecte de tramvia similar al que ara està en marxa. El rebuig social i la falta de consens en el consistori de Vitòria van impedir-ne aleshores la construcció. Nou anys després, un nou projecte més ambiciós ha aconseguit el vistiplau de tots els partits polítics, que no han dubtat a donar suport la construcció del nou mitjà de transport.
L'aprovació definitiva del projecte de traçat del tramvia es va realitzar el 3 de març de 2004. Tindrà un cost proper als 100 milions d'euros i un recorregut total aproximat als 9 km. El Departament de Transports i Obres Públiques del Govern Basc va treure a concurs les obres de la primera fase al maig de 2006, branc “centro” i Lakua, per un pressupost de 27 milions d'euros. Es van presentar 14 empreses disposades a executar l'obra en un termini inferior a 24 mesos. Una unió temporal de cinc de les quals va aconseguir la licitació.
A la fi del primer trimestre del 2008, es van adjudicar els trams d'Arriaga i Abetxuku i a l'abril es van iniciar les obres d'aquest traçat. A la fi de 2008, les primeres unitats tramviàries (de 31 m de longitud cadascuna) van començar a fer la seva entrada en les cotxeres de la ciutat. Les proves van començar el 6 d'octubre en un parell de rectes al barri d'Ibaiondo.
El tramvia de Vitòria va ser inaugurat el 23 de desembre de 2008 pel Lehendakari Juan José Ibarretxe, l'alcalde de Vitòria Patxi Lazcoz i l'antic alcalde de la ciutat Alfonso Alonso Aranegui, entre altres personalitats. El seu primer viatge comercial va començar a les 12.00 h d'aquest mateix dia.

## Els brancs
- El branc de Lakua-Ibaiondo parteix del carrer Landaberde, on se situen les cotxeres, discorre pel carrer Duque de Wellington, Bulevard d'Euskal Herria fins a la Plaça d'América Latina (Honduras), on enllaça amb el tram comú.

- El tram comú (branc centre) comença a la plaça Amèrica Llatina (Hondures) i discorre cap al centre de la ciutat per l'eix viari format pels carrers Hondures i Avinguda Gasteiz fins a arribar a l'Avinguda Sancho el Sabio. A partir d'aquest punt, la línia continua per la plaça Lovaina, els carrers Magdalena, Becerro de Bengoa, General Àlava, Independencia, fins a concloure al carrer Angulema.

- El branc d'Abetxuku-Arriaga parteix de la Plaça 1r Maig d'Abetxuku, discorre pel carrer Portal de Arriaga, fins al carrer Juntas Generales, i per aquesta, travessant el barri d'Arriaga, es dirigeix a continuació a la Plaça Amèrica Llatina pel carrer Portal de *Foronda.

Els tres brancs formen una línia en forma d'"i". El primer i el tercer tenen com a tram comú el branc Centro.

## Les línies
- Línia Angulema-Ibaiondo, inaugurada el 23 de desembre de 2008, formada pels brancs Centro i Lakua-Ibaiondo.
- Línia Angulema-Abetxuko, inaugurada el 10 de juliol de 2009, formada pel brancs Centro i Abetxuku i ampliada des del 7 de setimbre de 2012 fins al centre d'Abetxuku.[2]

## Ampliacions

### Ampliació Sud
En juny de 2010 el Govern Basc presentava l'estudi d'ampliació del Tramvia de Vitòria pel Sud de la ciutat cap al Campus de la Universitat del País Basc. La proposta consisteix en una línia circular que passaria per les actuals estacions de Lovaina, Legebiltzarra-Parlamento i Angulema, i continuant cap al sud, creuant les vies del ferrocarril, i es dirigiria cap a Zabalgana i tornaria a Lovaina.
El tram comptarà amb 9 noves estacions i podria conformar la tercera línia del Tramvia de Vitòria, una Línia Circular que se sumaria a les existents, les línias Angulema - Ibaiondo i Angulema - Abetxuku.
Alhora, amb la presentació de l'ampliació sud es projecten també les ampliacions a Mendizorrotza i Zabalgana a l'oest, i a Salburua a l'est. La proposta inclou un model d'explotació basat en un total de sis línies:
- Lakua - Universidad
- Abetxuko - Universidad
- Abetxuko - Salburua
- Zabalgana - Angulema
- Zabalgana - Salburua
- Circular

### Ampliació Est
En març de 2012 el Govern Basc i l'Ajuntament de Vitoria-Gasteiz expressaven llur intenció d'ampliar el traçat del tramvia des de la parada final del carrer Angulema fins a Obispo Ballester —per Federico Baraibar, José Mardones i el carrer Los Herrán. En el futur, aquesta mateixa línia podria donar servei al barri de Salburua.

## Parades i temps entre elles
Branc Lakua (direcció Angulema)
-Ibaiondo (1'), Landaberde (1'40), Lakuabizkarra (1'20), Wellington (1'40), Txagorritxu (1') i Euskal Herria (2', (Cap a Honduras))
Branc Abetxuko (direcció Angulema)
-Abetxuko (1'40), Artapadura (1'), Arriaga (1'20), Gernikako Arbola (1'40), Portal de Foronda (1'), Intermodal (1'40, (Cap a Honduras))
Tram comú (branc Centro) (direcció Angulema)
-Honduras (2'), Europa (1'40), Sancho el Sabio (1'), Lovaina (1'40), Parlamento (2'20) i Angulema.

## La parada
El disseny de les parades ha defugit del protagonisme i ha pretès harmonitzar els diferents estils d'arquitectura presents a Vitòria.
La incorporació del tramvia com a nou element a la ciutat ha suposat un gran exercici d'integració urbana, però aquesta dificultat és, alhora, una virtut d'aquest sistema de transport, perquè el tramvia es converteix en un instrument eficaç per a la reordenació urbanística de la ciutat.
Euskotran ha projectat amb cura l'equipament del tramvia, tant del material mòbil com dels elements estàtics, parades i estesa elèctrica.
La parada parteix d'una proposta integradora i senzilla, sense cap al·lusió simbòlica, per evitar contribuir a la contaminació urbanística de la capital.
Preparades per rebre vehicles de 30 m de llarg, les parades estan formades per una andana central, o per una o dues de laterals, l'amplària i equipament de les quals depèn de la ubicació, encara que totes compartiran una sèrie d'elements comuns.
Al costat de la preocupació estètica i funcional, el disseny ha tingut especialment en compte evitar tot element superflu o barrera arquitectònica que pugui obstaculitzar el trànsit a persones amb alguna discapacitat, cotxes de nens, etc.
A més de tot l'esmentat, en el disseny de les parades del Tramvia de Vitòria s'han considerat també els següents aspectes per millorar més encara l'accessibilitat de totes les persones: informació en parada en Braille, interfonia per a persones sordes, altura de panells informatius accessibles, màquina de venda i cancel·lació amb manera per a invidents amb ciberpass per localitzar l'expenedora amb missatges en “Manera T” i Braille i doble altura de cancel·lació, i finalment, interfonia en “Manera T”.

## Tramvies
Les unitats del Tramvia de Vitòria, model Urbos 2 de CAF, disposen de plataforma baixa al 100%, que permet així l'accessibilitat a les persones amb mobilitat reduïda; sistemes d'obertura i intercomunicació d'emergència accessibles; sistema de megafonia per a persones amb problemes auditius; i sistema acústic de posició de porta habilitada per a persones invidents. A diferència del tramvia de Bilbao, les unitats que circularan a Vitòria tenen més longitud, exactament 32 m.

### Dimensions
- Longitud: 31.380 mm
- Altura: 3.350 mm
- Amplària: 2.400 mm
- Pes (en tara): 40.100 kg

La capacitat de cada unitat és de 244 persones (52 assegudes) i hi ha 6 places reservades per a les persones amb mobilitat reduïda (dues per a persones en cadira de rodes).
Quant a la seguretat, les unitats disposen d'un sistema de videovigilància que consisteix en 5 càmeres interiors i 6 exteriors, sistema antiatrapament frontal i llums estroboscòpics.
Respecte a l'accessibilitat de les unitats, hi ha dues portes de fulla simple per costat que ofereixen un pas lliure de 800 mm i 4 portes de fulla doble per costat amb un pas lliure de 1300 mm. A més, hi ha altres portes i una àrea específica reservades a persones amb mobilitat reduïda.
S'ha pensat també en un contrast cromàtic de les portes i indicadors de tancament, senyalització acústica, senyalització lluminosa estroboscòpica, polsadors en fulla de porta i protecció per cèl·lula fotoelèctrica.
Per a les persones amb problemes d'audició, s'ha instal·lat interfonia i megafonia en “Manera T” i un teleindicador i anunciador acústic de propera parada i correspondències.

## Sistema de prioritat semafòrica
Per garantir la regularitat i rapidesa del tramvia, resulta fonamental protegir al màxim l'espai del seu recorregut. Així, un sistema de prioritat semafòrica reserva la preferència per al tramvia en els creus. Per mitjà d'una abalisa emissora instal·lada en la unitat, es desencadena una fase verda que permet al tramvia travessar l'encreuament sense cap demora, excepte en situacions extraordinàries de col·lapse de trànsit i en determinats creus de primer ordre.

## La catenària
El disseny de la línia elèctrica d'alimentació, la catenària, evita els cables de sustentació, per pal·liar l'impacte visual i reduir la saturació d'elements en el medi urbà.
La línia de tracció a 750 Vcc (volts de corrent continu) està formada per 2 fils de contacte de coure sense sustentador, suportada per pòrtics funiculars de material aïllant o per mènsules tubulars giratòries. Compta amb obertures, que van des de 8 a 50 m, i està compensada mecànicament.
L'estesa elèctrica queda ancorada en algunes façanes per evitar la col·locació de pals als carrers més congestionats pel trànsit de vehicles i vianants.

## La plataforma
Els treballs van consistir a habilitar una plataforma de formigó de 6 m d'amplària en tots els trams, en circular el tramvia de Vitòria íntegrament sobre doble via.
La plataforma és exclusiva per al tramvia i s'habilita perllongant les voreres. Sota l'asfalt de la pràctica totalitat dels carrers que preveu el traçat, hi ha una capa de formigó, que facilita la inserció de l'estructura del tramvia. Aquesta situació redueix el gruix de l'obra a aixecar l'asfalt, habilitar els suports de les vies i col·locar els carrils. La tècnica és la mateixa que la utilitzada a les principals ciutats d'Europa que compten amb tramvies. La plataforma també té algunes interseccions amb el trànsit rodat, que estan clarament diferenciades de la carretera gràcies a quadrícules grogues. La plataforma pot ser sobre asfalt, herba o ciment (en el centre de la ciutat).

## Preu del servei
Malgrat que es tracta d'un transport metropolità, i que per a alguns veïns del nord de la ciutat és l'únic mitjà de transport al qual podran tenir accés (desapareixeran diverses línies d'autobusos), el bitllet del tramvia tindrà preus més alts que els de l'autobús urbà.
- Bitllet Anada/1 viatge: 1,25 €.
- Bitllet Dia: 3.80 €. Permet fer infinitat de viatges durant el dia natural d'adquisició del bitllet, fins a l'últim servei.
- Targeta BAT recarregable (mínim 5 €): 0.66 € per viatge.
- Targeta BAT Berezi (per a majors de 65 anys o amb discapacitat major o igual al 65%, incapacitat permanent o absoluta o gran invalidesa i amb un salari igual o menor a 2,5 cops l'IPREM): 0,25 €
- Targeta BAT 30-D (abonament mensual tramvia-bus): 29,00 €.

Les tarifes per a família nombrosa 20 són:
- Bitllet Anada/1 viatge: 1,00 €
- Bitllet Dia: 3,05 €
- Targeta BAT recarregable (mínim 5 €): 0,53 €
- Targeta BAT Berezi (per a majors de 65 anys o amb discapacitat major o igual al 65%, incapacitat permanent o absoluta o gran invalidesa i amb un salari igual o menor a 2,5 cops l'IPREM): 0.20 €
- Targeta BAT 30-D (abonament mensual tramvia-bus): 23,20 €

Les tarifes per a família nombrosa 50 són:
- Bitllet Anada/1 viatge: 0,65 €
- Bitllet Dia: 1,90 €
- Targeta BAT recarregable (mínim 5 €): 0,33 €
- Targeta BAT Berezi (per a majors de 65 anys o amb discapacitat major o igual al 65%, incapacitat permanent o absoluta o gran invalidesa i amb un salari igual o menor a 2,5 cops l'IPREM): 0,13 €
- Targeta BAT 30-D (abonament mensual tramvia-bus): 14,50 €

## Tallers i cotxeres
Per a Vitòria, EuskoTran disposa d'un taller amb 4 vies de taller i 5 de cotxeres per al manteniment integral dels tramvies, vies amb passarel·les d'accés als equips situats en el sostre, vies per al llevant i desmuntatge de bugies, via amb torn de fossat que permet el tornejat de rodes sense desmuntar-les, túnel de rentat, arenat, cabina de pintura; i està informatitzat amb xarxa wifi per al tema del manteniment.

## Parc mòbil
El tramvia de Vitòria compta amb 11 unitats CAF de via mètrica 100% de pis baix i bidireccionals, construïdes per Euskotran. Consten de 5 mòduls i, entre les seves diferents característiques, cal destacar 70 km/h de velocitat punta i de 6 portes per costat del tramvia.

## Horaris
El tramvia de Vitòria-Gasteiz funciona amb una freqüència de 15 minuts en els brancs Ibaiondo i Abetxuku, i cada 7,5 minuts en el branc comú (Angulema).
El primer tren des d'Ibaiondo direcció Angulema surt a les 6:00h. Des d'Abetxuko fins a Angulema, a les 6:07h. En direcció Angulema-Ibaiondo el primer tramvia surt a les 6:31 h; i Angulema-Abetxuku, a les 6:23 h. Els últims horaris del tramvia són: Ibaiondo-Angulema 22:45 h, Angulema-Ibaiondo 23:11 h, Abetxuku-Angulema 22:35 h i Angulema-Abetxuko 22:51 h. No es descarta que en un futur el tramvia funcioni els caps de setmana les 24 hores del dia.